# هيك (مهر أباد)
هيك (بالفارسية: هک) هي قرية تقع في إيران في Mehrabad Rural District. يقدر عدد سكانها بـ 120 نسمة بحسب إحصاء 2016.